# Tor Bonnier

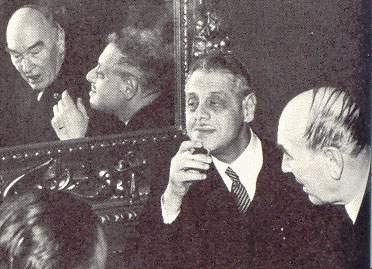
Tor Bonnier med cigarr på Expressens ettårsfest 1945. Till höger Sten Dehlgren.

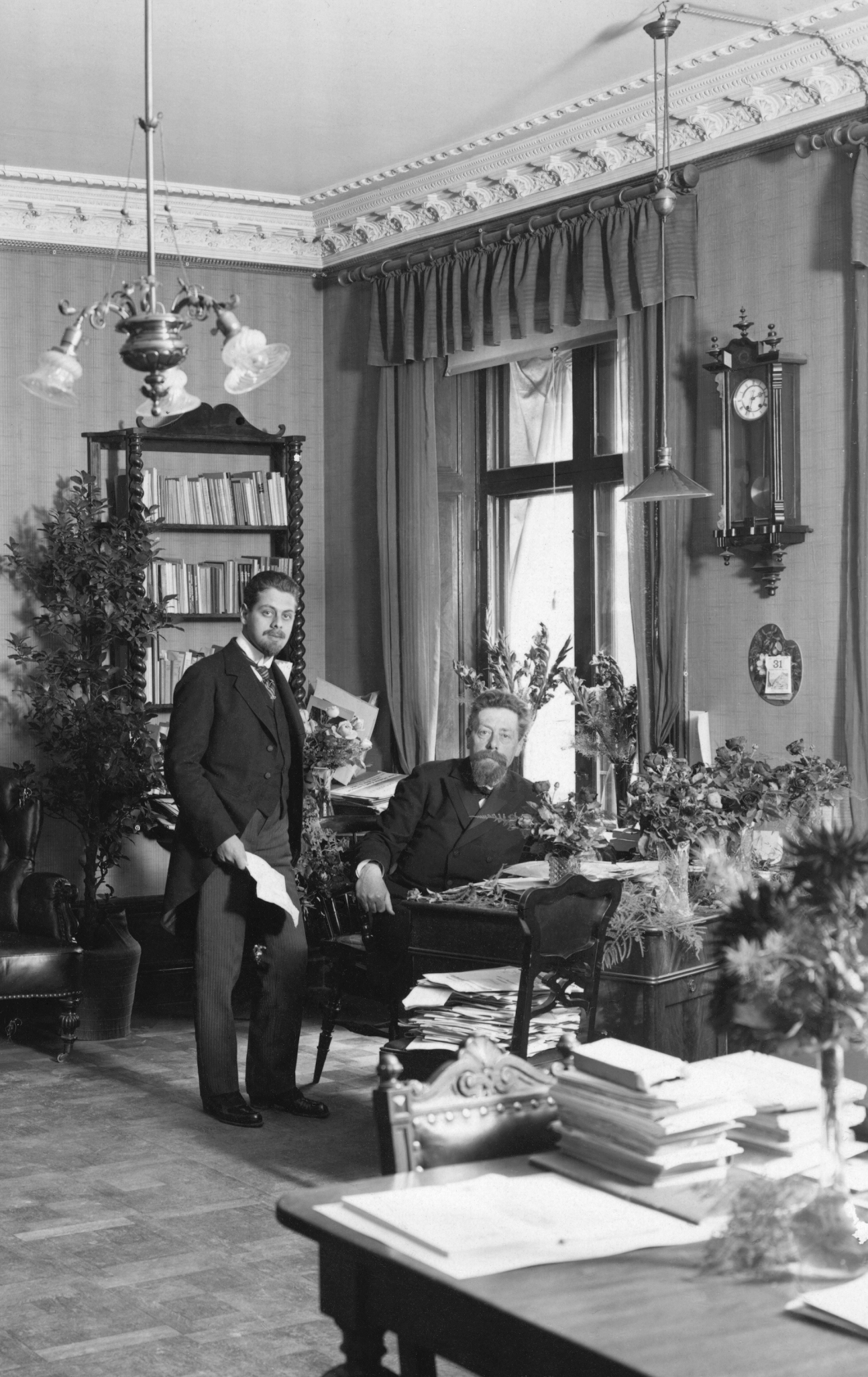
Tor och Karl Otto Bonnier 1912.

Tor Bonnier, född 3 januari 1883 i Stockholm, död 17 februari 1976 i samma stad, var en svensk förläggare och företagare. 

## Biografi
Tor Bonnier var son till Karl Otto Bonnier och Lisen Josephson. Han var bror till Åke Bonnier den äldre och Gert Bonnier. Han var brorson till konstnären Eva Bonnier och systerson till konstsamlaren John Josephson.
År 1902 fick han anställning i firman Albert Bonnier och året efter började han hos Nordiska Bokhandeln i Stockholm. Därefter reste han utomlands och verkade från 1904 hos K.F. Koehler i Leipzig och från 1905 hos Librairie Lamm i Paris. Återkommen till Sverige anställdes han åter hos Albert Bonnier 1906 och gick in som delägare i firman 1913.
Tor Bonnier hade ett flertal olika styrelseuppdrag. Han blev styrelseledamot i Svenska bokförlaget 1928, i Åhlén & Åkerlund 1929, i Stockholms Enskilda Bank från 1930 samt i Svenska Förläggareföreningen och AB Svenska Pressbyrån 1931. Han var senare styrelseordförande för Dagens Nyheter och Expressen.
Bonnier gifte sig tre gånger:
- 1905–1928 med Greta Lindberg (1886–1978), dotter till August och Augusta Lindberg och senare gift med Sixten Strömbom. De fick sönerna Albert Bonnier Jr 1907, Johan Bonnier 1917 och Lukas Bonnier 1922.[3]
- 1928–1951 med Tora Nordström (1895–1991). De fick sönerna Simon 1929 och Karl-Adam 1934.[3]
- 1952 med Jytte Kaastrup-Olsen (1913–2007)[4], tidigare gift med Erik Seidenfaden. De fick sonen Mikael 1945, som varit gift med Elisabet Borsiin Bonnier.[5]

Tor Bonnier är begraven med sin tredje fru på Galärvarvskyrkogården på Djurgården i Stockholm.